# Río Tinto 2.ª Sección
Río Tinto 2.ª Sección es una localidad del municipio de Centro ubicado en la subregión centro del estado mexicano de Tabasco.

## Geografía
La localidad de Río Tinto 2.ª Sección se sitúa en las coordenadas geográficas 17°54′33″N 93°04′50″O / 17.909167, -93.080556, a una elevación de 11 metro sobre el nivel del mar.

## Demografía
Según el Conteo de Población y Vivienda 2020, efectuado por el Instituto Nacional de Estadística y Geografía, la localidad de Río Tinto 2.ª Sección tiene 705 habitantes, de los cuales 326 son del sexo masculino y 379 del sexo femenino. Su tasa de fecundidad es de 2.27 hijos por mujer y tiene 198 viviendas particulares habitadas.
| Gráfica de evolución demográfica de Río Tinto 2.ª Sección entre 1970 y 2020 |
|                                                                             |
| INEGI.                                                                      |